# バレル
バレル (英: barrel) またはバーレルとは、ヤード・ポンド法における体積を表す単位である。語源は「樽」であり、樽の容積に由来するものである。国際的に、原油や各種の石油製品の計量、売買は主にバレルで行われる。その他にも、用途により、また国家により、多数の「バレル」の定義がある。略称はbbl。
日本の計量法では、バレルは非法定計量単位であり、取引・証明に用いることは、如何なる場合でも禁止されている。用いることのできる体積のヤード・ポンド法の単位は、立方ヤード、立方インチ、立方フィート、米液用オンス、英液用オンス、ガロンのみである。

## 概要

### 石油
石油用のバレルは42米液量ガロンであり、正確に 158.987 294 928 リットルである。
42ガロンのバレルは、元々はアメリカのペンシルベニア油田で始まったものである（当時42ガロンの鰊樽に石油を詰めて運んだため）。ペンシルベニア油田では42ワインガロン（ワインガロンは現在の米液量ガロンと同じもの）のバレルと40ウィスキーガロン（約151.4リットル）のバレルとが用いられていた。
40ガロンのバレルの方が最初に普及したものであったが、1866年以降は42ガロンのバレルが標準とされた。石油は長年樽に入れて運ばれていたため、その名残で今日でも原油の計量と原油価格設定の単位に『バレル』が使われているのである。

### アメリカ
アメリカでは、用途によらない標準の液量バレル (standard barrel for liquids) は31.5米液量ガロン（正確に119.240 471 196リットル）である。
ただし、税法上、ビール用のバレル (standard beer barrel) は31米液量ガロン（正確に117.347 765 304リットル）となっている。
一方、穀物や野菜などに用いられる標準乾量バレル (standard dry barrel) は、105乾量クォート（約115.6リットル）と定義されている。

### イギリス
イギリスでは、標準のビールバレルは36英ガロン（正確に163.659 24リットル）である。石油用のバレルを英ガロンで表すと約35ガロンとなる。
さらに、用途によっては質量によるバレルの定義が行われている（例：小麦粉＝196ポンド、セメント＝376ポンド）。
ワインやウイスキーなどの酒類の貯蔵に用いられる樽の種類でバレルと呼ばれるものは、容量42 - 55米ガロン（約208.2リットル）くらいまでのものが用いられる。